# Portul Gijón
Portul Gijón este un port maritim și unul dintre punctele focale principale ale orașului Gijón. Portul Gijón se află pe malul Golfului Biscaya, în provincia Asturia din nord-vestul Spaniei. Cu o lungă istorie de locuire umană, a fost un oraș important pentru Imperiul Roman.

## Istoria portului
În timp ce oamenii au trăit în zona din jurul portului Gijón de mii de ani, istoria sa documentată datează de pe vremea romanilor. Așezările timpurii au fost forturi de sat cu ziduri de apărare, șanțuri și colibe rotunde de piatră. Pe măsură ce Imperiul Roman s-a extins, portul Gijón se afla pe Ruta Via de la Plata a Romei și o parte a imperiului.
La începutul secolului al XIV-lea, portul Gijón a fost baza rebeliunii împotriva coroanei spaniole și scena unei bătălii crâncene. Asediul a durat multe luni și la sfârșitul său, orașul a fost aproape distrus, iar mulți dintre locuitorii săi și-au pierdut viața. Din nou, a dispărut din analele istoriei. Regii și reginele Spaniei au luat puțin în seamă orașul, iar alte porturi au primit permisiuni regale pentru comerț și comerț.
La începutul secolului al XVII-lea, Gijón a început să devină un oraș important. Au fost construite fortificații și au apărut mari palate. Orașul a primit permisiunea de a face comerț cu Lumea Nouă în secolul al XVIII-lea, iar orașul a început să crească atât ca bogăție, cât și ca statut politic.
Revoluția industrială a adus industrii pe scară largă care au înlocuit întreprinderile bazate pe meșteșuguri. La sfârșitul secolului al XIX-lea, orașul a câștigat o legătură feroviară cu Madrid și au fost create industrii manufacturiere care produceau o gamă largă de produse, de la bere la tutun, pe măsură ce economia orașului a continuat să crească. 
De când monarhia constituțională a Spaniei a fost restaurată, portul Gijón a început să se redreseze cu industria grea și producția de fier și oțel conducând calea economică. A devenit principalul port spaniol pentru transportul cărbunelui, iar populația sa a crescut la peste 250 de mii. Portul modern Gijón are o economie diversificată și un comerț internațional aglomerat.
Portul El Musel din Gijón s-a înființat la mijlocul secolului al XIX-lea. Bazat pe industria siderurgică a orașului și pe exportul de cărbune a crescut. Au fost întreprinse proiecte de instalare a unor instalații portuare moderne și de adâncire a portului. În 1879, a fost înființată Societatea de Fomento de Gij’on pentru a construi și exploata cheiuri și docuri. În 1888, au fost create primul șantier naval și docuri uscate. Astăzi, portul Gijon are facilități moderne care pot gestiona toate tipurile de trafic oceanic și mărfuri.